# Kozieniec (Janowo)
Kozieniec (deutsch Kozienitz, 1938 bis 1945 Sömmering) ist eine unbewohnte Ortsstelle in der Woiwodschaft Ermland-Masuren. Sie liegt im Gebiet der Landgemeinde Janowo im Powiat Nidzicki (Kreis Neidenburg).
Die Ortsstelle von Kozieniec liegt in der südwestlichen Mitte der Woiwodschaft Ermland-Masuren, 19 Kilometer östlich der Kreisstadt Nidzica (deutsch Neidenburg). Im Jahre 1874 wurde das Dorf Kozienitz, das eigentlich nur aus einem mittleren Hof bestand, in den Amtsbezirk Roggen (polnisch Róg) im ostpreußischen Kreis Neidenburg eingegliedert, wird aber 1908 nicht mehr als eigenständiger Ort genannt und dürfte – mit seinen im Jahre 1905 lediglich zwei Einwohnern – ein Wohnplatz der Gemeinde Camerau (1938 bis 1945 Großmuckenhausen, polnisch Komorowo) geworden sein. Am 3. Juni – amtlich bestätigt am 16. Juli – 1938 wurde Kozienitz in „Sömmering“ umbenannt.
Mit dem gesamten südlichen Ostpreußen kam der kleine Ort 1945 in Kriegsfolge zu Polen. Er erhielt die polnische Namensform „Kozieniec“, wurde dann aber nicht mehr offiziell genannt und dürfte in der Ortschaft Komorowo (Camerau, 1938 bis 1945 Großmuckenhausen) der Landgemeinde Janowo im Powiat Nidzicki aufgegangen sein.
Kirchlich war Kozienitz/Sömmering bis 1945 in die evangelische Kirche Muschaken in der Kirchenprovinz Ostpreußen der Kirche der Altpreußischen Union bzw. in die römisch-katholische Kirche Neidenburg im Bistum Ermland eingepfarrt.
Die Ortsstelle von Kozieniec liegt an einem Landweg, der von Komorowo nach Wichrowiec (Wychrowitz/Hardichhausen) führt.